# 阿佐ヶ谷Zippy
『阿佐ヶ谷Zippy』は岩佐あきらこ作のオカルトコメディ漫画作品。「月刊Gファンタジー」（エニックス（現スクウェア・エニックス）刊）にて連載されていた。全11巻。三度の読み切りを経て2001年10月号より連載開始、2007年1月号で最終回を迎えた。2007年6月27日にはドラマCDがWAYUTAから発売された。

## あらすじ
『阿佐ヶ谷Zippy』のメンバーを中心に、退魔の仕事を通じての退魔師グループとの交流や、邪教を復活させようと企む『フォックステイル』との対決などを描く。
女神転生シリーズやファイナルファンタジーシリーズのように、召喚獣を使役したバトル作品の形式をとってはいるが、個性的なキャラクターにより、非常にコメディ色の強い作品に仕上がっている。

## 主な登場人物
キャストはドラマCDによるもの。

### 阿佐ヶ谷Zippy
篠原一樹（しのはらかずき）
声 - 浪川大輔
Zippyの見習いで主人公の一人。17歳、血液型AB型Rh-（美紗緒も同じ血液型）。当初は退魔師としての力も弱く（よく「ヘタレ」と言われる）、ほとんどが結界を張ったり雑用（主にトオルのパシリ）をしたりしていたが、潜在能力は非常に高い（輸血でトオルにも影響を与えた）。トオル、若菜と違って聖の力を持ち、癒しの能力も持っている。しかし、その能力を発揮するのは稀で、多くは花、マリモ、エチゼンクラゲを出したりする。
パンチ力は強く、ワンパンで、犬丸の鼻骨を折って気絶させたり、ハイジの歯を折ったこともある。
2年前、何者かに両親を殺害され、以後は荒んだ生活を送っていた（かつて歌舞伎町で暮らしていたこともある）が、トオルと出会い嵯峨家の養子となった。両親を殺害されたことは彼の精神にトラウマとなって強く残っており、時折自傷に走ったり、恐慌状態に陥ったりする。トオルの両親からは非常に可愛がられており、一樹は「可愛いほうの息子」らしい（トオルは「可愛くない方の息子」と呼ばれている）。現在はトオルと共にマンションに住んでいる。マンションの家事担当で料理上手。
実はトオルと出会ったのは2年前ではなく、彼が幼い頃に既にトオルと出会っていた（ついでに若菜と桐子にも）。その事実は彼の母・美沙緒がトオルと協力して、彼の当時の記憶を彼の能力と共に封印したのだった。彼の能力を封印したのは、普通の子に育ってほしいという美沙緒の願いから。
本来、女性のみが受け継ぐはずの「白祭」の力を受け継ぐ。太い眉毛もどうやら母譲りのようだ。女顔と髪が長いため、女装がよく似合う。身長が低いことを気にしている。そのためか、男とみなされなかったり、恭一郎や犬丸に中学生と間違えられることもあった。
桃尻部屋の親方と仲が良く（理由は秘密とのこと）、悪霊の除霊の際に助っ人として大関や横綱まで呼んだこともある。また、力士の手形を宝物にしている。
未成年者であるにもかかわらず、たばこを吸ったり（以前はマールボロ・メンソール、現在はアイシーンを一日に0.5〜1箱。アイシーンは作者の岩佐が吸っているたばこでもある）、酒を飲んだりしている。
人気投票では第2位。第1位のハイジとはわずか11票差だった。
嵯峨遼（さが とおる）
声 - 三木眞一郎
Zippyのイケメン陰陽師で主人公の一人。24歳、血液型AB型Rh-（本人曰くこの血液型で本当に良かったとのこと）。キャリアはチームNo.1。大の女好きで、特に年上の人妻を好む（ターゲットは大体三十代から四十代の主婦が多い）。幾度となく人妻を誘惑し、飽きたら捨てるという女性の敵。自分の好みであれば地縛霊だろうと浮遊霊だろうと節操ナシ（霊の場合は実体化させたこともある。また、中学1年生の頃から水子を作っている）。言うならば人妻専門の人間版愛染明王と言ったところ（実際愛染明王を崇めている）。別名「人妻界の撃墜王」。被害にあった件数は100を超える（撃墜数:別居32件、離婚58件、その他45件。若菜曰く、円満家庭撃墜王）。
見た目は細いが痩せの大食い（食べ物が一番大事とのこと）で、遠方へ仕事の際のお弁当は5段の重箱（中身は1段目ひたすらエビフライ、2段目ひたすらウインナー、3段目ひたすらハンバーグ、4段目ひたすらからあげ、5段目ひたすらごはんとスイカ丸ごと1個のデザート付き）でも足りないくらい。もの凄い偏食でマヨラー。好物はちくマヨ。
熱狂的な阪神ファンで、阪神が負けると一日機嫌が悪く、巨人ファンに暴力を振るう。阪神タイガースのテーマ曲を聴くと歌わずにはいられない。また、自室のクローゼットには風船などが常備されている（阪神が勝利した時に飛ばすものらしい）。
一樹の母・美沙緒を誰よりも愛しており、12歳にして一樹の父・和夫に生々しいジェラシーを抱いていたほど。彼女が殺された真実を突き止めるため、2年前から甲斐に依頼を出しているが、甲斐本人のことは非常に嫌っている。
若菜とは学生時代からの付き合いで、家が隣同士。陰陽師としての能力は勝っているが、その他は若菜に勝ったことがないらしい。若菜に負けると根暗い愚痴を1時間以上言ってくるものの、若菜は唯一の友人だという。また、UFOを呼ぶこともできる。能力がかなり攻撃的らしく、浄霊は苦手で呪殺が得意で、呪殺でピエール達の仕事と若菜の本業の仕事をフイにしてしまったことがある（呪殺対象の人物がピエール達に水子の除霊を依頼していた。この水子は一樹によって浄霊されている。また、呪殺対象の人物の妻が若菜に呪殺対象の人物の浮気調査を依頼していた）。
ツチノコが大好きで、ツチノコを発見することを夢見ている（彼曰く"男のロマン"）。少し似ている若菜の召喚獣にもときめいた。
自分の名前の画数が多いことを気にしていて名前を書く際は必ずカタカナで書く（一樹や若菜からもカタカナで「トオル」と呼ばれている）。気にし始めたのは小学校の頃で、習字の時間、自分の名前を書いても滲んで読めなくなってしまったためである。
また、クモが大の苦手で、教室にクモがいた時、授業中にもかかわらず、大騒ぎして教室を飛び出した位である。
業は、神の力を超える程である（トオルグラフ:1-食い物、2-阪神、3-たばこ、4-女、5-仕事、6-その他）。人気投票では戒狷に22票差で勝ち第4位。
たばこはマイルドセブン（どこにでも売ってるから）。一日に2〜3箱吸い、たばこ代で月2万を軽く超える。
庵原若菜（いはら わかな）
声 - 藤原啓治
Zippyのリーダーで召喚師で主人公の一人。本業は探偵。24歳、血液型O型。日本でも指折りの財閥「庵原財閥」の三男。兄が二人、妹が一人いる。召喚師としての腕前はいいが召喚方法は結構いい加減で、異空間との門を開き、召喚獣などを適当に引っ張り出すという方法でいつも召喚している。こんな彼だが学生時代になんの修行もなく、ふざけて唱えた呪文でサラマンダーを召喚している天才。ついでにフランス語もわかり、説明ベタなハイジの言うこともわかる。学生時代、自分より背が高いという理由で初対面からトオルに呪われそうになったことがある。トオルと同じく、攻撃的な能力のため浄霊は苦手。
桐子とは幼少時からの付き合いで、小さい頃はよく世話をしていたという。そのため、兄というよりも父親のような気持ちで桐子を大切に思っており、桐子に手を出す恭一朗をことごとく邪魔している（武村が桐子に手を出すことになると、片思いされている同性愛者・早瀬明彦の存在をきれいに忘れてしまい、しつこく追い回されるなど、後先を考えないことが多い）。しかし桐子の気持ちはちゃんと理解しており、桐子に頼まれたら断れない。
財閥の息子というわりには生活は結構庶民派。でも家具などは超高級品。トオルと同じく熱狂的阪神ファン。ただし、東京ボンデージの策略で歌を聞かされる時はある程度自制することはできる。
実家が関西方面なため、宴会などお酒を飲んだ時は方言で喋ることがある。
人気投票では第10位でクロウと同位。ちなみに2番目に好きだという意見が多かったらしい。
たばこはマールボロ・ライトを一日1箱、たまにKOOL。
服部桐子（はっとり きりこ）
声 - 田村ゆかり
Zippyの事務担当。庵原家に代々仕えている忍者の家系出身の女性。20歳、血液型O型。姉が二人、弟が一人いる（作中、弟は出てこない）。霊感が無いため、霊を見ることができない（ただし、サクラや戒狷、シャックスと言った自我と力の強いものは見えるらしい）かわり、特異体質で、霊的なことに対する干渉がない（作中では飛びかかった戒絹が何事もなかったようにすり抜けた）。しかし桐子本人はそのことに悩んでおり、時々武村に相談していた。忍者の家系に生まれたので一通りの忍術が使える。十八番は「空蝉の術」。身軽で怪力の持ち主。樽をもてるほどの怪力を持っている。
若菜とは幼少時からの付き合いで、兄のように接し、現在同居している。
武村に一目惚れされ、交換日記を続ける日々を送っているが、桐子本人は武村のことをかなり気に入っている。しかし、彼女のおっとりとした性格が災いして、中々進展が見られなかった。が、第8巻にてようやく正式に交際を始める。その後フォックステイルのアジトへの突入作戦前、恭一郎の額にキスをし、帰ってきたら同じことをしてほしいと中々大胆な行動に出た。
こう見えてかなりの酒豪。姉二人も酒豪で、本気モードで飲んだら旅館貸切の代金よりも酒代の方が上回るほど（そのときつまみなどは一切なかった）。
人気投票では第7位で、人間の女性キャラとしては唯一ベスト10にランクインした。
配島健司（はいじま けんじ）
声 - 森川智之
元フォックステイルにいた言霊使い。無口（ただしウエイター等のバイトで必要なことはスラスラしゃべることが出来る）で無愛想だが根は優しい男性。19歳、血液型A型。通称「ハイジ」。実は「白祭」の巫女を守る役目を持ち、3年ほど前に父から十種の神宝の一つである「八握剣」を受け継ぎ、当時「白祭」の最後の巫女だった一樹の母を捜していた。しかし彼女が殺され、わずかに残った気配を頼りに彼女を探し、そのたどり着いた場所がフォックステイルのアジトであった。美沙緒の遺骨を盾に取られ、仕方なくフォックステイルに従っていたが、一樹が「白祭」の力を受け継いでいたことを知ると彼を守るためにZippy側に寝返る。195センチという高身長。
普段は数多くのアルバイトで生計を立てており（知り合う前にZippyメンバーとも遭遇している）、実家は定食屋を営んでいるが、母と妹は役目のことについては知らない。一つの商店街を制覇するほどのアルバイトをしていて、いろんなことが出来る。アルバイトをしているのは借金返済のためで（亡き父の教えは「友達に頼まれても簡単にはハンコを押すな（またはサインをするな）」）、住んでいるアパートはかなりのボロアパート。
無愛想な性格に似合わず、実は可愛い物好きである。
人気投票では後半から登場したにもかかわらず第1位に輝いた。
一樹同様、未成年だが喫煙者（キャスターマイルド）。ただし前述の通りお金がないためあまり吸えない（一日に5本ぐらい）。他人にもらったりすることもよくある。

### 犬神使い
武村 恭一朗（たけむら きょういちろう）
声 - 中田譲治
呪殺の専門家。犬神筋の武村家で最も色濃い血を受け継いだ男性。M大卒の38歳、血液型B型。しかし、武村本人は自分が犬神使いであることに否定的で、数年前に家を出た。また、首に傷をつけたことで戒狷との強い絆を得る。東中野在住（ペットショップが多いためここに住んでいるらしい）。
顔は怖いが優しい男性で、好きになった女性や仲のいい人には優しく接するなど甲斐性のある人。小さくて可愛いものが好き。自宅には何匹もの動物を飼っている。
無類の動物好きで、中でも犬が大好き（ただし、土佐犬は苦手）。そのため、自分の犬神にも愛情を持って接し、相手の犬神を傷つけることができない。そして今まで一匹も犬神を作ったことがない（戒狷以外の犬神は家にいたものだろうか）。動物の知識は豊富で即答で答えられる（犬丸と戦った際は犬丸の犬神であるレアな犬種を全て即答した）。
表の顔はフリーライター。「竹村あんじゅ」というペンネームで動物雑誌「らぶらぶアニマル」で猫コーナーを担当している。雑誌の人気は高いらしい。
第1巻で桐子に一目惚れし、以来彼女と交換日記を続けていたが、甥である犬丸が襲来してきたことにより、桐子を危険から遠ざけるために一時は彼女の元を離れる。が、第8巻にて桐子と両思いになり、正式に交際を始める。しかし、若菜に妨害されることも多い。
大学時代はバブル末期でありながら卒業後4年ほど定職につけなかった時期がある。
広島ファンで、長谷川から赤いヘルメットがないか聞いたり、「鉄人の3」の3番背番号を取ろうとした（しかし、巨人ファンの長谷川に殴られ、3番背番号を取られてしまう）。
人気投票では第3位にランクインした。
たばこはセブンスターを一日2箱（たばこがないと原稿が進まないらしい。なお、戒狷はたばこを嫌っている模様）。
戒狷（かいけん）
声 - 井上喜久子
代々武村家の長となるものが受け継ぐ犬神。400年以上も犬神をやっているため、実力はとても高い。性別は雌。種類は雑種らしい。体が大きいことをちょっと気にしている。
犬神としては珍しく自分の意志で恭一朗を主と定め、彼と共に武村家を出る。自宅では仕事に追われる恭一朗の世話係。そして桐子と会うと暴走する恭一朗のストッパーで、主を殴った犬神でもある。
首筋には犬神になる時につけられた傷があり、この傷と同じような傷を恭一朗が自分の首にもつけたため、恭一朗との絆が深まる。そして恭一朗の命令にしか従わない。第9巻で琴琥にプロポーズされるが、戒狷自身が大分年上なため、可愛いという印象しかもてないらしい。しかし、琴琥が自らの意志で行動したことには喜んでいる。
一樹とはとても仲がよい。たまに一樹を乗せて移動するシーンも見られる。
人気投票では第5位で、人間以外のキャラでクロウと共にベスト10にランクインした。ちなみに第4位のトオルとは22票差。
武村 犬丸（たけむら いぬまる）
恭一朗の甥。武村家を出た恭一朗から戒狷を奪うため、恭一朗の前に姿を現す。17歳、血液型B型。恭一朗とは正反対の犬神使いで、犬を殺すことになんの罪悪感すら抱くことなく、琴琥にも辛く当たっていた。
性格は恭一朗とは正反対だが女性の好みは恭一朗とぴったり同じで、彼も桐子に一目惚れする。桐子が恭一朗と付き合っていると勘違いしながら彼女に告白するが、桐子と恭一朗の仲を後押ししただけに過ぎなかった。
恭一朗への最初の襲来時に一樹にワンパンで大怪我を負わされた（少なくとも鼻骨骨折）ためか、一樹のことが大嫌いで猛烈に仲が悪い。
ハイジと仲が良く、彼と行動を共にしていたが、ハイジがZippyに寝返ったことに大きなショックを受け、一時はハイジを攻撃しようとする。だが、友達だと言ってくれたハイジの言葉に涙し、彼もフォックステイルを離れ、ハイジに協力する。
琴琥（ことこ）
犬丸に仕える犬神。犬年齢で5歳。性別は雄。種類はアフガンハウンド。犬神になってまだ日が浅いため、主人に従うのが犬神なのだと信じている。
主である犬丸に逆らわず、命令を忠実にこなす性格だった。が、戒狷との出会いにより、犬神としての考え方を少しずつ変化させ、最終的には犬丸の精神が弱っていたのもあったが、数時間程度なら自らの意思で行動するまでにいたる。
戒狷との幾度かの戦闘により彼女に惹かれ、戒狷にプロポーズするが自分より強くなれば考えてもいいと答えられ、戒狷より強くなろうとするポジティブ思考の持ち主。

### エンドルフィン
甲斐 史虎（かい ふみとら）
声 - 井上和彦
凄腕の情報屋で召喚師。24歳。血液型AB型Rh+。通称「ふーみん」。腕はいいが性質の悪い変態男性で、トオルに罵倒されるのが生きがい。トオルからホモと言われる（自分は同性愛者という事を否定している）自他共に認める「ドM」（身体的にはSらしいが）。
2年前からトオルに依頼されて、一樹の母・美沙緒の殺害の真相を調べている。その際に緑川夫人に左目を奪われ、一時的に日本にいられなくなってしまった。
トオルのことを大変気に入っており、熱烈にアピールしている（そのため、トオルは一緒にいた女性に同性愛者と誤解された）も、その愛は報われておらず、むしろ一日一回はトオルを怒らせている。また、トオルが重傷を負った時、同じAB型だがRh因子が異なるために輸血出来なかったことを非常に残念に思っている（理由は、血液でトオルと一心同体にしようと思っていた）が、当のトオルは珍しい血液型で本当に良かったとのこと。そしてその罵声を聞くことが楽しみらしい（ただし、なんでもいいわけではなく、犬丸の罵声に対してはキレていた。彼曰く犬丸の罵声は「いぬのふぐり」で、トオルの罵声は「ベルベットのような肌触りの禁断の花園に咲き誇る淡いピンクの可憐なバラの花」らしい）。そのためにトオルから昭和末期に賞味期限が切れた京都菓子を渡されたこともある。終盤ではトオルの両親に本気で「ください」とまで言った。
彼の集める情報は多岐に渡っており、個人の弱点までなんでも調べつくしている。ただし、値段はかなり高額だが、初心者向けの情報は激安である。値段設定は独断と偏見らしい。一応情報屋以外にも、自らの店で退魔や召喚に関する道具も取り扱っている。
左目に貼ったお札を剥がすと、目から怪光線を出す（しかも、トオルが「愛している」と言わない限り止めようとしないので、トオルは気絶するまで殴った）。トオル曰く、ふーみんだけに「甲斐光線」。
たばこは中南海を一日1箱。
人気投票では第8位にランクインする。

### 世田谷Stupid
ピエール・キャンデロロ
声 - 阪口大助
フランス出身の神父。23歳。血液型B型。一つの体に4つの魂があり、その別々の人格が交代で体を使っている。しかし多重人格というわけではなく、彼らは一人一人が別人である。同じ体のためにお互い影響が出やすく、誰か一人でも風邪になったり酔っ払うと他の3人にも影響が出る。彼は酔っ払うと性格が変わり、普段の温厚さがなくなる。
ピエールは腰が低く、大人しい性格をしており、一樹達が出会った当初はすぐに謝るくらいの腰の低さであったが、一樹達と出会うことにより、少しずつ強くなっていく。最終決戦では死刻虫に頭突きと鳩尾にニーキックを食らわせていた。
メンバー全員美形のため、町内のご婦人方にとても人気があり、生写真も売れている。人気投票では15位。
クロード・キャンデロロ
声 - 森久保祥太郎
ピエールの体に宿る4つの魂のうちの一人。赤毛で攻撃的な性格をしており、およそ神父とは言えないくらい血の気の多い男性。気性は激しいが家族思い。手先が器用で、裁縫が得意。酔っ払うと泣き上戸で少々マザコン気味なところが出る。泣き出してから酔いつぶれるまでが長い。ピエールとクロードは機械オンチである。
4人の中で唯一喫煙者である（マールボロの赤だが、吸い過ぎるとピエールに文句を言われるので一日0.5箱）。
人気投票ではstupidメンバーで唯一ベスト10にランクインし、第6位。
アンリ・キャンデロロ
声 - 伊藤静
ピエールの体に宿る4つの魂のうちの一人。ピエールと同じ金髪で唯一の女性。シスター。彼女が表に出ているときは事情を知らない人たちにはピエールはオカマだと思われていた。不器用。ピエール、クロード、ジャンの生写真を堂々と販売している。酔っ払うと女王様のようになる。
ジャン
声 - 小野大輔
ピエールの体に宿る4つの魂のうちの一人。通称「子供魔王」。魔王バロールの化身で、一樹達がピエールたちと出会った当初は魔王の化身とも言える性格であった。が、力を封印されたあと、バロールに宿った僅かな良心が分離して、一時は一樹の元で暮らし、問題が解決したあとは兄姉たちと暮らしている。現在はZippyでアルバイトしている。酔っ払うと笑い上戸になる。
190cmはある長身の男性だが、中身は子供で純真。一樹のことが大好き。精神年齢の近いお子様から年上のご婦人にまで人気がある。長身と顔のタトゥーのためか、サングラスをかけて立っているだけで大抵の人間は怖がるので、クロードと若菜の演技でナンパ男を追い払う役を買ったこともある（ただし、若菜のみ本気）。
6巻のルーの発言から、ジャンはバロールが何らかの意図により「ピエール・キャンデロロ」の体に自身の魂の一部を宿らせた存在であり、つまりはジャンが本来の「ピエール・キャンデロロ」であるはずだった。他の3人の魂はルーがバロールの企み（内容は知らなかったようだ）に対抗するために送り込んだ配下であるらしいが、これらの伏線は最後まで回収されなかった。このことは11巻のカバー裏でネタにされている。

### 東京ボンデージ
藤井梓焰（ふじい しえん）
普段は「梵泥寺」というお寺のお坊さんをしている浄土宗の僧侶だが、退魔の仕事になるとビジュアルメイクを施して「シェーン」という名前で依頼をこなしている。28歳。一樹は当初、フルメイクを施した彼がウィッグを外すまで藤井さんだとわからなかった（アンリも同様）。左肩に「法然命」のタトゥーを入れている。
バンドとしても活動しており、リーダー兼ベースを担当。町内のクリスマス企画のライブにも出演していたという、お坊さんとしては少々問題あり。巣鴨から御徒町あたりでは敵う者なし、という噂。
メンバーは高校時代の部活で知り合った時からの仲間。
設楽六樹（したら りくじゅ）
東京ボンテージのギター担当。通称「ロッキー」。27歳。右腕に「南無阿弥陀仏」のタトゥーを入れている。藤井と同じく浄土宗の僧侶。僧侶スタイルの時は物腰が穏やかだが、ギターを持つと豹変する。また、藤井と設楽は西武ファンでもあるため、トオル、若菜とのバトルで85年の日本シリーズで阪神に負けた借りを返そうと「六甲おろし」のギターアレンジを聞かせて歌わせた。
安藤琉（あんどう りゅう）
東京ボンテージのボーカル兼弱虫担当。27歳。通称「アンドリュー」。胸元に「現世利益」のタトゥーを入れている。弱虫にもかかわらず最も目立つボーカル担当なのは、まともに演奏できるのがカスタネット程度のためである。喧嘩っ早いが、一樹と違って腕っ節は弱い。一樹とは似たもの同士で仲が悪い。
童顔と背が低いためか、高校1年生のときには小学生が入部してきたのかと二人に思われていた。

### 蒲田エクソシズム
川副さん
地味系の退魔師。小説にハマりやすく、パートナーともども主人公とヒロインになりきり、周囲の人間を誰彼構わず作品のキャラクターの名前で呼ぶ。東退組の仕事でZippyと組んだ時は『嵐が丘』、事件解決後は『風と共に去りぬ』、蠱毒計画が明るみに出た頃には『銀河鉄道の夜』にハマっていた。
キャシー
川副のパートナーの女性。本名不明。川副と共に登場人物になりきり、バカップル加減を見せつけてくる。スイッチが入るまでは普通の人だが、スイッチが入ると走行中の電車に追いつくぐらいの身体能力を発揮する。

### 築地ヤングマン
長谷川光男（はせがわみつお）
東京退魔師組合をまとめる年配の男性。50年以上も退魔師を務めるベテランで、東京では一番の実力を持っている。外見は下町のオヤジさん。しかしよる年波には勝てないのか、他のメンバーは腰痛などに悩まされている。トオル曰く「元気すぎる」とのこと。
今でこそ下町のオヤジさんな外見だが、幼少期はかなりの美少年（でも江戸っ子）で、女の子にかなり人気があったらしい。
他のメンバーの名前は、現在判明している段階で、寅吉、源太郎、重三。5巻ではそれぞれ、ギックリ腰、高血圧、血糖値が上がって病院で検査中、という理由で欠席している。人呼んで、「東退組の元老院」らしい。
熱狂的巨人ファンで、東退組野球チームのユニフォームを巨人のユニフォームみたいに作った（ただし、阪神ファンのトオルは無断でユニフォームに縦縞を付けた）。また、広島ファンの恭一郎から3番背番号を奪い取った（広島ファンの恭一郎にとっては「鉄人の3」だが、巨人ファンの長谷川にとっては「ミスターの3」である）。
たばこはロングピースを一日2箱。

## その他のキャラクター

### 庵原財閥
庵原 一葉（いはら ひとは）
声 - 真殿光昭
庵原家長男。29歳。既婚者。実家で暮らしている。若菜の兄で、弟の友人をもてなすために御輿に乗って現れたりする。やっていることに悪気が毛ほどもない。
二葉との見分け方は眉毛。早瀬さんとは大学時代の友人らしい。
庵原 二葉（いはら ふたば）
声 - 真殿光昭
庵原家次男。29歳。一葉の双子の弟。長野県・昼神温泉郷イハラビューホテルの支配人をしている。物腰穏やかだが絡繰り好きらしく、ホテル中に仕込みがある（トオル曰くタチの悪い忍者屋敷）。ホテルの宿泊客がプチ行方不明になる事件が多発したため、若菜に調査を依頼。若菜までが消えた時は「真面目にやらなかったり、仕事に失敗すると報酬無しで宿泊料五倍」と脅しをかけてトオルと恭一朗の尻を叩いた。イヤミが直球。また若菜の部屋のドアには改造禁止の張り紙が張ってあるにもかかわらず、無断で若菜の部屋を改造した。トオル曰く宇宙人。
庵原 青葉（いはら あおば）
若菜の従兄弟。庵原学園の理事長。特撮マニア。特撮テーマソング風の自分の曲を作ったり、理事長室をSF風に作ったり、若菜とトオルの除霊に技の名前を付けたり、学校の耐震工事のついでに秘密基地を作ったり、正義銃（若菜曰くアホ鉄砲）を作って所持するなど、庵原一族一番の変わり者ぶりを見せる。学校の幽霊騒ぎの元凶でもある。
庵原 春菜（いはら はるな）
庵原家長女。16歳。若菜の妹。服部家に忍術を教わっているためちょっぴりお転婆。若菜が大好きで、桐子にライバル心を燃やす。空蝉の術が得意（ただし、使いどころを間違っている）。
庵原夫人（いはら ふじん）
庵原兄妹の母。くせのある子供たちの母だけあって、トオルの人妻好きも笑って許す強い人。本名不明。
庵原当主（いはら とうしゅ）
庵原兄妹の父。実家で暮らしているが、実家を走る電動バスの形だけの運転手をしている。免許は所持しておらず、単に運転手の制服を着たいという理由で形だけの運転手を気取っている。本名不明。

### 嵯峨家
嵯峨君江（さが きみえ）
トオルの母で一樹の養母。美沙緒とははとこ関係にある。年齢は40代（詳細は不明）。昔は白祭の者であったが、力は受け継がなかったようだ。愛称は「きみちゃん」。
一樹を「可愛い息子」と大層可愛がっている。「可愛いない方の息子」のトオルとは仲がよくないように見えるが、割と仲はいいほうである。
嵯峨幸三（さが こうぞう）
トオルの父で一樹の養父。嵯峨家の現当主。君江と同じく一樹を大層可愛がっている。愛称は「ダーリン」（君江限定）と「幸ちゃん」もしくは「こうちゃん♡」（後者の方は「♡」も付けないといけないらしい）。
トオルの父というだけあって女好きで、トオルの下半身に節操がないのは彼譲りらしい。しかし、幸三は浮気が判明すると君江から鉄拳制裁を加えられている。一応夫婦仲はいいほうだ。
夫婦そろって「トオルをくれ」と宣言した甲斐にあっさりと許可を出し、その後「トオルの婿殿」と呼んでいるほどお茶目な夫婦（本気かもしれない）。

### 篠原家
篠原美沙緒（しのはら みさお）
一樹の母。旧姓は「白祭」。享年39(満38歳)。白祭家最後の巫女で、結婚を機に巫女を引退し、和菓子屋を営むようになった。自分の力を受け継いだ一樹を普通の子として育ってほしいと願い、一樹が5歳の頃にトオルと協力して、一樹の力と当時の記憶を封じる。一樹の太い眉毛も彼女ゆずりのようだ。君江とははとこ同士。
2年前にフォックステイルに殺され、彼女の頭蓋骨は「ご神体」として、フォックステイルに持ち去られてしまう。
篠原和夫（しのはら かずお）
一樹の父。和菓子屋を営んでおり、美沙緒と結婚した。強い力をもって生まれた一樹を深く愛し、美沙緒と共に一樹のために「地蔵和賛」の歌を歌っていた。
美沙緒が殺害される現場に偶然居合わせ、彼も殺されてしまう。

### 服部家
庵原 桃子（いはら ももこ）
服部家長女。28歳。若菜の兄・一葉の妻で子持ちだが、見た目が中学生並みなので桐子の妹と間違えられる。人妻好きのトオルが苦手意識しか持てない相手。
一葉とは超ラブラブで、写真をいつも持ち歩いている。妹と間違えた一樹と恭一朗に鉄拳を食らわせた。
服部 桜子（はっとり さくらこ）
服部家次女。年齢は不明（20代半ばだろうか）。庵原二葉の婚約者。桐子を大人っぽくしたような容姿。庵原財閥所有のペンション風ホテルのオーナーを務める。仕事で着ているメイド服は二葉の趣味らしい。
おっとりとした外見だが、天然で腹黒い。自覚ナシに火に油を注ぐ。

### らぶらぶアニマル
早瀬明彦（はやせ あきひこ）
武村の担当をしている男性。29歳。見た目は普通だが実は本物の同性愛者。おかまバーにも通っており、そこで依頼のために女装していた若菜に惚れ、それ以来若菜に熱烈かつ強烈なアプローチをかけているが、若菜にはかなり嫌われている。若菜からは「ホモ編集野郎」や「妖怪ノンケイーター」と言われている。若菜の兄である一葉、二葉とは大学時代の知り合い。
霊感はまったく持っておらず、幽霊などは信じていない。オスのアイリッシュ・セターを飼っており、名前はさぶ。飼い主に似て女性やメス犬になびかず、若菜を対しては腰を振ったり、尻に触るほど懐いた。
三田村さん（みたむらさん）
らぶらぶアニマルの副編集長をしている女性。早瀬や武村とも親しく、早瀬が案内したおかまバーでZippyと出会う。三度の飯より子供が好きで、女装した一樹を気に入る。後に副編集長から編集長に昇格した。
霊感を持っており、おかまバーで霊障を起こしていたみさおという幽霊もはっきりと見えていた。メスの土佐犬を飼っており、名前はフローラ。フローラを連れて歩く姿はまるで女王様のようである。

### 人間以外のキャラクター
田中 優介（たなか ゆうすけ）
13年前に阿佐ヶ谷駅前で車に轢かれて死亡、地縛霊となった。愛称は「地縛霊の田中さん」。地縛霊になってからの趣味は車やバイクに轢かれること（一樹は何度死ねば気が済むんだかと呆れている）。烏枢沙摩明王の浄化のとばっちりで迷子になっている時でも、必ず1回は車に轢かれているが、一番のお気に入りは阿佐ヶ谷のアスファルト（迷子になった後は「さまよえる地縛霊」になったと烏枢沙摩明王に文句を言うが、烏枢沙摩明王曰くさまよっている時点で地縛霊ではないとのこと）。彼曰く、阿佐ヶ谷のアスファルトが一番しっくりくるとのこと。生前の妻が生前の同僚と結婚することを知り、烏枢沙摩明王の力で一時的に実体化し、同僚に妻と息子を守るように頼み、妻と息子には幸せを願い、カッコ良く成仏するが、その後、烏枢沙摩明王の部下となり、阿佐ヶ谷の便所掃除担当に任命され、実体化できるようになった。
明王の部下になった後でも車に轢かれることは忘れない（自分が死んだ場所に行くと車に轢かれたくなるとのこと。久々なので、実体化したまま車に轢かれた）。車に轢かれる時はスーツ姿に限るとのこと。軽自動車よりセダンに轢かれるのが好き。
一樹とは大の友達でもある。
シンヤ
イハラビューホテルに住み着いた貧乏神の子供。実は福の神を目指しているのだが、父親と大ゲンカして家出。異空間で人生相談所を開いており、悩みを持った人を無理やり異空間に引きずりこむ。見た目は10歳だが、寿命は5倍以上で年齢は53歳。
伊藤 茂（いとう しげる）
幽霊野球チームのキャプテン。生前は長谷川の大親友だったが、長谷川におはぎを食べられたことから、長谷川にライバル心を燃やすようになる。長谷川との決着が付かないまま他界。死後、長谷川が死ぬのを待ちきれず（死後の世界で決着を付けたかったらしい。藤井さん曰く、「長谷川さんが死ぬのなんて待っていたら後何十年かかるのやら。当分死にそうにない」とのこと）、野球経験のある幽霊を集めて幽霊野球チームを結成し、長谷川に勝負を挑むが、結局勝負が付かないまま、魔界から出てきた魔物のエサとなってしまった。アダ名は「ハミ〇ン」である（長谷川が覚えていたため、一生忘れろと言う）。
都市伝説イイとこ取り（トオル命名）
歩く二ノ宮金次郎、動く人体模型、トイレの花子さん、口裂け女、ターボババア、白いワニなどが融合。とてつもなく強い。
雪夫
雪男。雪子の夫で、顔の部分だけが毛が生えていない（本人は若ハゲと気にしている）。胸毛は触手のように自在に動かすことができる。
雪子
雪女。雪夫と雪子は子供が作れない体質の為、一樹とジャンを自分の家に連れ込み、無理矢理自分の子供にしようとした。
シーモンク
某県某海水浴場に現れる巨大オヤジ。通称「海オヤジ」で自称「ピッチピチのヤング海坊主」。彼女募集中で、若い男に変身して若い女性に近づき、いい雰囲気になったところで正体を現す。年齢は47歳で見たとおり。本人はまだ若者だと思っているが、人間年齢に換算して47歳なら確実にオヤジのストライクゾーン（本人はオヤジの自覚なし）。「ビール腹アタック」や「足つぼマッサージャー」など、必殺技もオヤジくさい。
磯野チャコ
クロードを気に入っている女性。しかし、正体はイソギンチャクで、ミスイソギンチャクに選ばれた事もある。クロードを食べたいと思っているが、クロードに嫌われている。

## フォックステイル
柊（しゅう）
フォックステイルの主催者で、「会長」と呼ばれる少年。異端として闇に葬られた真言立川流の復興を最大の目的としている。
その正体は立川流の始祖である仁寛の愛弟子であった僧 柊寛 である。鳥羽天皇の暗殺を謀ったために流刑になり、自害した仁寛（詳しい経緯は仁寛を参照）に殉じ、仁寛の教えが誰にも伝えられなかったことを心残りにしたまま即身仏になろうとしたが、仁寛が立川の陰陽師に教えを伝えたことを死の直前に知己の僧に知らされ、敬愛する師が自分ではなく無名の陰陽師に教えを伝えたことに愕然とし、心残りを無くそうとした僧の気遣いとは逆に、このままでは終われないという執念を抱いてしまった。そのため成仏することが出来ずに400年もの間魂のまま彷徨い続け（自身を「悪鬼妖魔の類ではない」と言っているので、悪霊までにはなっていなかった模様）、後述のクラウディオと出会うことになる。
ディー
「神の右手」（デクステラ・ディー）と名乗るネクロマンサー。死人を操る死刻虫を使用。フェロモンの有り余った四十男。フォックステイルの幹部だが、遊び半分で事に当たっている（アヴェ・マリアを歌いながら死刻虫の研究をしていたこともある）ため緑川夫人には呆れられている。本名はクラウディオ・ロッシ。
500年前は錬金術師だったが、ホムンクルスの研究をしているうちに死体に魅入られ、ネクロマンサーになり、自分の手で最高の死体を生み出すことを夢見るようになった。しかし当時の技術ではその夢を達成することは難しかった。そこで彼は悪魔召喚で悪魔を召喚し、高度な知恵を身につけようとした。が、不慣れな術だったため悪魔召喚は失敗し、魔法陣から出てきたのは東方の古い僧侶の霊魂だった。その霊魂こそが柊こと柊寛であった。柊と手を組み、「生ける屍」を作り出すことに成功、柊寛に彼の魂と同調する少年の「生ける屍」を提供、「生ける屍」を死刻虫と名づけ、自らの体をも死刻虫にした。その後彼と共に日本へ渡り、雅美＝緑川夫人を死刻虫とし、フォックステイルを結成した。
2度目の悪魔召喚を柊の手を借りて成功させ、高度な知恵をもらう代わりに、自分の魂を渡すという契約をした。魂を渡すのはディーが満足した時。その契約は数百年経った今も継続されており、「ご神体」、「台座」を完成させたことに満足し、契約した悪魔へ魂を渡した。
性格はかなり悪く、色々なイタズラ（ハイジには水入りバケツの罠を仕掛け、Zippyにはバナナを仕掛けて、一樹がかかった）をしでかす。また、悪魔に魂を渡す前の最後の嫌がらせとして、死刻虫タイプII・III・IVを大量配置した。
緑川夫人（みどりかわふじん）
フォックステイル幹部のゴージャス美女。左の二の腕に黒蜥蜴のタトゥーを入れており、彼女の通り名はそこからきている。本名は雅美。生前はとある婦人に仕えていた侍女で、自分の醜い外見を嫌っていた。そこへ柊に潜在的な魔力の高さを見込まれ、ディーに死刻虫にしてもらった。そのとき、死刻虫の体となったのが、彼女が仕えていた夫人であった。柊を強く信頼し、彼のためならばなんでもやってのける。甲斐の左目を奪った人物。後に能力全開で挑んだ甲斐と武村と戦い、敗れる。

### 死刻虫（デス・ウォッチ）
フォックステイルを構成する「生ける屍」。トンパ文字の「甦る鬼」を原動力にして動いているが、「トンパ」の文字をぶつけることで、拒否反応が現れる。ディーは死刻虫のことを「ゾンビ」（一樹、長谷川限定）や「アンデッド」（若菜限定）と呼ばれることを嫌っている。また、中にある核（コア）を破壊しない限り動き続ける。基本は魂と体はセットであるが、緑川夫人の様に魂さえ同調させれば別の体を死刻虫にすることも可能である。

#### タイプI
初期型の死刻虫。主に会社、教団に送り込むために使われている。痛みを感じないため、戦闘に使用する際は改良が必要とのこと。
水野（みずの）
社長の秘書として送り込まれた女性型死刻虫。社長をそそのかし「サタン信仰」の信者にさせる。クロードによって破壊されたが、核は破壊されていないため、後に犬丸たちの霊気の影響で再起動。ハイジに回収された。
高井（たかい）
天石窟戸教に送り込まれた男性型死刻虫。水野の改良型とも言えるが、折れた腕で攻撃することは治っていない。若菜が召喚した「大狼スコル」に飲み込まれた。
上記以外にも多くのタイプIが登場する。

#### タイプII
タイプIを戦闘向けとして大幅に改良した死刻虫。戦闘能力が一段と上がっており、召喚術を使うことができる。
スクラ・ヴァラ
剣を持った長髪の死刻虫。一樹の狂人の剣で破壊される。
アナンタ
鞭を持った死刻虫。鞭だけで弾丸を防御することができる。スクラ・ヴァラと同様に狂人の剣で破壊される。
チャンドラ
召喚術を使うことができる死刻虫。シャックスを召喚するが、シャックスを一樹に吸収された上に、ハイジによって破壊される。

#### タイプIII
ハイジのDNAから作成された死刻虫。ハイジと同様「八握剣」を装備するが、活動時間が短くなる。

#### タイプIV
犬丸の姿をした死刻虫。ハイジを呼び出すが、死刻虫と見破られ、破壊される。

## 団体

### 東京退魔師組合
通称『東退組』東京近郊の退魔師が所属している団体。定例会議や仕事の発注、合同任務の指揮などを行う。本作品に登場する霊能力者の大部分は『東退組』所属である。
阿佐ヶ谷Zippy
主人公3名の所属するグループ。大財閥の御曹司庵原若菜を中心に、同級生の嵯峨遼、遼の義弟篠原一樹の3名で構成される。物語中盤より、一樹の両親を殺害した「フォックステイル」との対立が描かれるようになる。後に世田谷Stupidのジャンがアルバイトとして加入する。活動拠点は庵原探偵事務所。
所属：庵原若菜、篠原一樹、嵯峨遼、服部桐子（経理）、ジャン（アルバイト）
築地ヤングマン
『東退組』のリーダーを務める、長谷川光男の所属グループ。所属メンバーは全員中年〜老人である。劇中では会議室で指示を出しているシーンが多く、現場で活躍することはほとんど無かったため、詳細は不明。
所属:長谷川光男、寅吉、源太郎、重三
世田谷Stupid
1つの体に4つの魂を宿す特異体質のフランス人神父、キャンデロロ兄弟のグループ（多重人格ではない）。バロールの化身・ジャンが暴走したため、世間体を気にして日本に移住してきた。阿佐ヶ谷Zippyの協力でバロールを封印し、ジャンを元の人格に戻すことに成功して以来、親交が深い。事件解決以後は肉体を離れて実体化し、4人グループとして活動できるようになった。ジャンが阿佐ヶ谷Zippyでアルバイトを始めたため、最終的な所属メンバーは3名。
所属:ピエール・キャンデロロ、クロード・キャンデロロ、アンリ・キャンデロロ、ジャン（後に移籍）
東京ボンデージ
男性3名による退魔師グループ。ビジュアル系バンドのような服装で、念仏を音楽に見立て、歌やギター、ドラム（木魚）、楽譜で攻撃する。普段は浄土宗梵泥寺のお坊さんであり、袈裟を着用。髪もウィッグである。
所属:藤井梓焰、設楽六樹、安藤琉
蒲田エクソシズム
男女2名の退魔師グループ。普段はサラリーマンと主婦?という、ごく一般的ないでたちだが、一旦スイッチが入ると小説の主人公とヒロインになりきり、バカップルぶりと超人的な身体能力を発揮する。
所属:川副さん、キャシー

### その他
フォックステイル
動く死体「死刻虫（デス・ウォッチ）」を使い、邪教「立川流」を復活させようと企む団体。「御神体」作成のため、一樹の両親を殺害した。
所属:柊、ディー、緑川夫人、配島健司、武村犬丸
らぶらぶアニマル編集部
愛犬家・武村 恭一朗がコラムを掲載している雑誌「ラブラブアニマル」の編集部員。おかまバー事件で阿佐ヶ谷Zippyと出会って以来、たびたび登場するようになる（特に早瀬明彦）。
所属:早瀬明彦、三田村さん

## 家系
※既婚者に関しては、婚前籍+既婚表記としています。
庵原家
大財閥。広大な敷地を所有している。自宅が遊園地化している、バス等の交通機関を所有している、毎年遭難者の捜索が行われるなどの伝説を持つ。若菜を除く子供は全員変わり者で、世界三大珍金持ちに登録されている。
所属:庵原当主、庵原夫人、庵原一葉、庵原二葉、庵原春菜、庵原若菜
服部家
庵原家に代々仕える忍者の家系。
所属:庵原桃子（既婚）、服部桜子
嵯峨家
陰陽師の家系。白祭家とは親戚関係にある。両親を失った篠原一樹を引き取り「可愛い方の息子」と呼び、溺愛する。庵原家の「お隣さん」であるが庵原家が広大すぎるために、実感が沸かないようだ。
所属:嵯峨幸三、嵯峨君江、嵯峨遼
篠原家
和菓子屋。篠原一樹の母、美沙緒の嫁入り先。フォックステイルにより夫婦が殺害され、一人残された息子の一樹は嵯峨家の養子となった。
所属:篠原和夫
白祭家
篠原一樹の母、美沙緒の実家。他者の能力を吸収し、自分のものにする「白祭の巫女」の能力が、一族の女性のみに受け継がれる。
所属:篠原一樹、篠原美沙緒（既婚）、嵯峨君江（既婚）
配島家
白祭家の守護者の家系。長子（性別は問わない）は体の一部を剣に変える能力「八握剣」を受け継ぐ。
所属:配島健司
武村家
呪殺の専門家、犬神筋の家系。当主は犬神・戒狷を受け継ぐ。犬神を“作る”ためには、犬を虐待の末殺害する儀式が必要であり、この儀式が出来なければ一人前とは認められない。戒狷が愛犬家（=落ちこぼれ）の恭一朗に懐き、共に家を出てしまったため、恭一朗を暗殺しようとしている。若菜曰く、害虫一族。
所属:武村恭一朗、武村犬丸
犬神:戒狷、琴琥

## 宗教
阿佐ヶ谷Zippy作中では、実在の宗教をモデルとしたキャラクターや術が多数登場する。
- 北欧神話
  - ケルト神話
    - クロウ・クルーウァッハ
      - 主人公の一人、若菜の召喚獣。「クロウちゃん」の愛称で親しまれる（他にも「もにもにした奴」とも言われる）。巨大なスライムとして描かれ、動くたびに「も゛に゛っ」という擬音（鳴き声？）を発する。質感は「水を吸った湿布」らしい。
      - 物語終盤、スキルアップした若菜によって召喚された際は、巨大な竜の姿になった（一樹はこの姿を見て「もにもにしてない」と不満そうだった）。ハイジがパチンコとして使うことも。人気投票では第10位で主人の若菜と同位でランクインした。

    - バロール
      - ジャンのもう一つの人格として登場。一度若菜に封印されたが、ジャンが雪だるまに生命を与えたりなど魔力を消費した上、酒で理性を失っているところにシャックスの狂人の剣を食らい再度登場する。その際シャックスとも戦った。

    - ルー
      - バロールを封印するためブリューナクと共に召喚されたが、初召喚時はブリューナクのみが先に出てきた（若菜が直接ブリューナクを使いバロールを封印した）。
- 悪魔学
  - ソロモン72柱
    - シャックス
      - 嘴と翼を持つ魔王。酔っ払った阿佐ヶ谷Zippyと恭一郎により、土鍋と魔界が繋がり登場。

酔っ払ってシャックスを愚弄する主人公達に激昂し、ちゃぶ台返しをした後に攻撃を加えるも、殴ったトオルにゲロを吐きかけられるという悲惨な目に合い、土鍋に退散する。その後、「ゲロ魔王」の汚名を着せられ、妻と子供に逃げられてしまう。
それ以来阿佐ヶ谷Zippyを恐れつつ（阿佐ヶ谷Zippyを見るとお酌や宴会芸をさせられると思っており、そのストレスでハゲる程）も、「ゲロ魔王」の汚名を返上するために復讐を狙っていた。
花見の宴会で再度召喚され宴会芸をやらされ（甲斐にソロモンの小瓶を突きつけられ脅されていた）、その際にバロールと戦ったこともある（パワーでは劣るがスピードでは勝るらしい）。
その後、死刻虫タイプIIのチャンドラに召喚され、汚名返上の大チャンスが来た（若菜曰く、召喚師と利害が一致した召喚獣は強いとのこと）と思いきや、一樹の「白祭の力」で吸収されたことから、一段と一樹を恐れるようになる（一樹が召喚すると即座に現れ、人間界に戻ってくるなと言われたことを喜ぶほど）。
「ゲロ魔王」の他に「鳥頭」、「三下魔王」（バロール限定）、「巨大な手羽先」（トオル限定）と呼ばれることも。その他にも、バロールに股間を蹴られたこともある。ちなみに同作者の作品銀のクルースニクにも登場しており、こちらでもお鍋から登場している。
- -     - アスタロト
      - 緑川夫人戦で甲斐史虎の携帯電話から召喚される。上半身のみの巨大な天使のような姿で、腕及び髪からは巨大な二匹のヘビを生やしている。

    - ブエル、マルコシアス
      - ともに緑川夫人により召喚される。それぞれ、巨大なヒトデと狼頭人身の剣士として描かれた。ヒトデ型の召喚獣は、PSソフトmoonに登場したアニマル「シト・ビシャス」に酷似している。
- 仏教、密教
  - 烏枢沙摩明王
    - トイレ掃除が大好きな神様として登場。褐色の肌にインドの民族衣装を着用、6本の腕にモップを持つ。キンモクセイの香りを発し、広範囲の悪霊を退けることができる。

「鳥っちゃん（うっちゃん）」（一樹、ジャン限定）「烏枢様」などの愛称で呼ばれる。愛染明王からは「ウッシー」と呼ばれている。神仏の威厳はないに等しい。
人間界では普段トイレ掃除の用務員の姿をしている。人気投票では第9位にランクインする。
- - 愛染明王
    - 自称天界きっての色男。トオルが唯一崇める神仏。性格もトオルそっくりであり、最後は女子高生に援助交際をする。

シャネルの香水を付けており、しかも香水を免税店で購入しているらしい。一樹と烏枢沙摩明王からは「アイアイ」と呼ばれている。
人間界では普段ダンディなサラリーマンの格好をしている。
- - 奪衣婆
    - 葬頭河から阿佐ヶ谷に徘徊しに来た老婆。相当ボケており、誰彼構わず「良夫さん」と言う。一樹と田中さんが相手した。「エバ」と呼ばれている。

  - 懸衣翁
    - トオル、若菜にボケて徘徊している奪衣婆の捜索依頼をする。奪衣婆に「ケンちゃん」と呼ばれている。竹輪にはマヨネーズよりキュウリ派。

  - 立川流
    - フォックステイル幹部が復活させようとしている密教の宗派。
- 日本神話
  - 十種神宝
    - 八握剣
      - 配島家の長子に伝わる、体の一部を武器化する能力。

    - 死返玉、生玉
      - 柊が作った死返玉のイミテーションが、一樹の能力で生玉に変化したもの。血液から無尽蔵に分裂する死刻虫・柊への決定打となった。

## エピソード

### 第1巻
PART.1 Beginning AZ（読切）
阿佐ヶ谷Zippyによる阿佐ヶ谷商店街の除霊。
『地縛霊の田中さん』初登場。
PART.2 呪いの代償（読切）
ストーカーが仕掛けたヒトガタ（呪具）の撤去、及び生霊との対決。
PART.3 DOG FIGHT（読切）
武村恭一朗にストリートファイトを挑まれる。
一樹曰く、「ドキッ☆ポロリ♡ 男だらけの水泳大会（意味:オイオイ 勘弁してくれよ）」。
武村恭一朗、戒狷初登場。
第1話 ワシントンクラブへようこそ!
低級霊一掃任務中、一樹が偶然『掃除のおじさん』と出会い意気投合。
烏枢沙摩明王初登場。『地縛霊の田中さん』浄化のとばっちりを受けて豊橋（愛知県）に飛ばされる。
第2話 あやかしの鼓
不動産ブローカーの依頼で、負債者の霊にかけられた「塗毒鼓（ずどっこ）」の呪いを解く。
クロウ・クルーウァッハ初登場。
第3話 闇の鍋奉行
クリスマスパーティ中、闇鍋から魔王シャックスを召喚してしまう。
魔王シャックス初登場。

### 第2巻
第4話 one's word
嵯峨家の依頼で呪いの指輪に取り付いた霊の除霊。
嵯峨君江初登場。
第5話 はぐれ退魔師旅情編
庵原二葉のホテルでプチ行方不明事件が発生し、調査。若菜が異空間に引きずりこまれる。
庵原二葉初登場
第6話 はぐれ退魔師純情編
一樹曰く、「ドキッ☆ポロリ♡ 男だらけの露天風呂 トオルの根暗い愚痴攻撃で一樹大ピンチ」。
若菜を救出。プチ行方不明事件の犯人は福の神を目指して家出した貧乏神の子供だった。
第7話  世田谷Stupid（前編）
東退組定例会の帰りに除名勧告を受けた世田谷Stupidのメンバーと出会い、バロールからの攻撃を受ける。
長谷川光男、藤井梓焰、川副さん、ピエール・キャンデロロ、クロード・キャンデロロ、アンリ・キャンデロロ初登場
第8話  世田谷Stupid（後編）
バロールとの対決。ブリューナクを召喚してバロールを封印。
ジャン（バロール）初登場
第9話 帰ってきた田中さん
烏枢沙摩明王の浄化のとばっちりで迷子になった『地縛霊の田中さん』が我が家（?）に帰ってきた。
懸衣翁からボケて阿佐ヶ谷へ徘徊している奪衣婆の捜索以来が来る。
奪衣婆、懸衣翁登場。
第10話 愛の嵐が丘
蒲田エクソシズムと妖怪の生息調査。妖怪密猟者を逮捕。
キャシー初登場

### 第3巻
第11話 吉祥の果実（前編）
若菜は桐子とある男の浮気調査。一樹はトオルとビジネスホテルの悪霊の一掃をするが、一樹が自殺した妊婦の悪霊に取り憑かれる。
第12話 吉祥の果実（後編）
一樹が浮気調査相手の男の水子と妊婦の悪霊を浄霊。トオルは浮気調査相手の男を呪殺。
第13話 野郎の夢は夜ひらく
オカマバーでの除霊依頼。若菜が早瀬明彦に一目惚れされ、口にキスをされる。
早瀬明彦、三田村さん初登場。
第14話 さよなら田中さん
『地縛霊の田中さん』の妻子が田中さんが悪霊になったと聞いてZippyに相談。妻が田中さんの友人との再婚するとして田中さんは烏枢沙摩明王によって一時実体化。『地縛霊の田中さん』は後に『便所御先の田中』となる。
第15話 故意のから騒ぎ
桐子と恭一朗がクリスマスプレゼントの買い物。心配した若菜が桐子のバッグに盗聴器を入れるが、後に恭一朗が犬神使いを否定していることを知る。
第16話 ENDORPHINE
帰国した甲斐史虎が一樹、トオルの自宅に駆け込み、若菜、恭一朗と正月騒ぎ。
トオルの悪口にキレた甲斐がシャックスを召喚するが、美沙緒との約束を守っていることを知った後、シャックスを召使いにする。
甲斐史虎初登場。

### 第4巻
第17話 Ghostly game
コックリさんに取り憑かれたと思われる女の子のカウンセリング。しかし、一樹の力で本物のキツネ憑きと判明する。
第18話 suiside game
一樹が女の子の本音を引き出し、コックリさんを除霊。
第19話 de mariage
結婚式会場の除霊。除霊の後ジャンが行方不明に。
第20話 庵原家の謎
ジャンが行方不明になったことを知った若菜は京都の実家に逃げ込む。
しかし、若菜は早瀬明彦に、トオルは甲斐の使い魔に追われてトオルの実家に逃げ込む。一樹曰く「前門の魔王 後門のホモ」。
庵原一葉、庵原春菜、庵原当主、庵原夫人初登場。
第21話 嵯峨家の謎
トオルの実家に逃げ込んだZippyメンバーは、裏山で天之麻迦古弓を入手し、ジャンに戦いを挑みに東京に戻る。
嵯峨幸三、ルー初登場。
第22話 missing
一樹がジャンを発見。しかし、ジャンからは殺気がなく、子供のような状態だった。
それを知った一樹は自分の家に匿うが、トオルに見つかる。

### 第5巻
第23話 Famille
ジャンはルーによって邪眼を封印され、ピエール達の元に帰ると同時に、Zippyのアルバイトに加わる。
配島健司初登場。
第24話 泳げ!!愚民ども
ジャンを連れての初の仕事。プールに現れる未亡人女性の地縛霊を除霊する。
第25話 Take me out to the ballgame.
東退組チーム対幽霊チームの野球対決。長谷川と伊藤の因縁を知るだけでなく、甲斐によってルール無用の野球（?）にまで発展。
その後ハイテンションになった東退組チームはマウンドと魔界を繋げ、巨大な魔物を呼び出す。
第26話 犬神筋の一族
一樹と恭一朗は犬を連れて公園まで散歩。しかし、武村犬丸が戒狷を奪いに恭一朗の前に現れる。
武村犬丸、琴琥初登場。
第27話 Fox Tail
犬丸はハイジに連れられ、フォックステイルの一員になる。
恭一朗は一樹を巻き込んだ事に自分を責め、Zippyとは関わらないと言い、Zippyから去る。
緑川夫人初登場。
第28話 お年玉大作戦
落ち込んだ一樹の元に烏枢沙摩明王が現れ、トオルを洗脳。トオルは良い人になった。
犬丸が再び戒狷を奪いに恭一朗の前に現れる。恭一朗は早瀬明彦に助けられたが、犬丸に所持金を全部盗まれた。

### 第6巻
第29話 白い恋女房
スキー旅行中、一樹とジャンは雪男と雪女の夫婦に異空間に引きずり込まれる。ジャンは雪ダルマを宝玉の魔力で動かし、二人とも脱出。
服部桜子初登場。
第30話 冬のソリティア
トオルは女の元へ行くが、捨てて異空間で風邪をひいた一樹の元へ戻る。鹿児島県で甲斐の使い魔とハイジとの戦闘が始まる。
第31話 春だ一番!魔王祭り!!
召使いとして召喚されたシャックスが公園の地縛霊と友達になり、地縛霊が甲斐からソロモンの小瓶を奪う。
調子に乗った地縛霊はトオルに除霊され、激怒したシャックスがジャンに狂人の剣で攻撃。バロールが復活する。
第32話 うっかり魔王危機一髪!!
シャックスとバロールがケンカを開始。シャックスはソロモンの小瓶を持って逃走。
バロールはルーに再び封印される。バロールとルーの最後の出演となった。
第33話 東京ボンテージ
東京ボンテージがZippyの除霊依頼と重なり、Zippyは一樹を、東京ボンテージは安藤琉を置いてバトル。残された一樹はキツネを浄霊。
設楽六樹、安藤琉初登場。
第34話 Distance
一樹と桐子が恭一朗の様子を聞きに甲斐の元へ。犬丸は桐子に一目惚れ。

### 第7巻
第35話 ラジカル・ミステリー・ツアー
心霊番組ロケの護衛。スタッフのわがままにキレたトオルはトンネルごと浄化。
その後、烏枢沙摩明王と『元地縛霊の田中さん』を使ってヤラセ。
第36話 地蔵和讃
一樹の両親の命日。トオルは一樹の両親の墓地へ行き、ハイジと出会う。
第37話 ワシントンクラブより愛をこめて
ジャンが偶然愛染明王を出会う。
その後、烏枢沙摩明王と愛染明王がジャンの魔力で逃げた悪霊を倒す勝負に出るが、その後「ちょっとした神々の最終戦争（ただしレベルは小学生並）」まで発展する。
愛染明王登場。
第38話 狙われ気味の学園
青葉から庵原学園の除霊依頼。幽霊が出る原因は青葉が秘密基地を作るために穴を掘り、遁甲盤と鎮宅七十二霊符の入った箱を掘り出したことだった。
庵原青葉登場。
第39話 死の業
世田谷Stupidの元に死刻虫タイプIの水野が襲撃。
水野を破壊したが、ピエールの霊体は犬丸の攻撃で腕を引きちぎられる。
死刻虫初登場。
第40話 神の右手
ジャンがピエールの異変を察知し、Zippyは世田谷Stupidと合流。
後に来たハイジは教会を破壊した後、水野と犬丸を連れて逃走。
ディー初登場。

### 第8巻
第41話 湯煙巨乳風呂
岐阜県の温泉街に旅行中のZippy一同は恭一朗と再会。そして若菜と恭一郎は男と漢のガチンコ勝負に出る。
庵原桃子登場。
第42話 愛・戦士
甲斐の道具で幽霊を見られるようになった桐子は、恭一郎と犬丸が戦っていることを知り、止めるために恭一郎の元へ。
桐子のメイド服姿を見た犬丸は桐子にプロポーズする。
第43話 剣と依り代
一樹はコンビニでハイジを見つけ、後を追うが、ハイジの家族にバイトをさせられる。
一樹はハイジがフォックステイルに入っている理由を知る。
柊初登場。
第44話 蠱物せる罪
「呪詛」の「解除」の依頼。天石窟戸教の本部から出ようとした時、信者から神漏美会の手先として襲撃される。
若菜は死刻虫タイプIの高井を死人であることを見破り、高井を大狼スコルの贄にする。
しかし、高井が最後に放った式神でZippyメンバーはエレベーターに閉じ込められ絶体絶命に。
第45話 千早振る
一樹がケライノを吸収し、信者を全員正気に。ハイジは白祭最後の後継者がいることを知る。
第46話 進め!らぶアニ編集部
恭一郎は桐子にドッグ展を誘い、恭一郎のことしか頭になかった若菜は早瀬明彦と早瀬さぶに追われまくる。
一樹と戒狷は仔犬の霊を見つけ、恭一郎と共に親探し。その若菜は編集長に昇格した三田村さんに助けられる。

### 第9巻
第47話 中年と海
世田谷Stupidと合同で海オヤジ退治。一樹は海オヤジになれなれしくされ、クロードはイソギンチャクに襲われる。
海オヤジとイソギンチャクに襲われたクロードはアメリカまで泳いで逃げたらしい。
第48話 惟神①迷走
新興宗教絡みの仕事。Zippyのメンバーと甲斐は緑川夫人に襲撃される。
第49話 惟神②盾と剣
トオル、甲斐とハイジの戦闘。トオルはハイジの八握剣によって重傷を負わされる。
第50話 惟神③邂逅
トオルを除いたZippyメンバーがフォックステイルの罠にかかり、死刻虫タイプIIのスクラ・ヴァラ、アナンタ、チャンドラに襲撃される。
一樹はチャンドラが召喚したシャックスを吸収。ハイジは一樹が白祭の最後の後継者と知り、Zippy側に寝返る。
第51話 開店休業Zippyさん
ハイジ仲間記念パーティ（?）。トオルはハイジが同じ敵を相手にしていることを知り、共闘を誓う。
第52話 営業再会Stupidさん
クリスマスパーティ。パーティ終了後、ディーはクリスマスプレゼントとしてZippyとハイジに蠱毒計画開始を宣告する。

### 第10巻
第53話 蠱毒計画（前編）
東京ボンテージが新興宗教の抗争にあったため、Zippyは藤井さんの元へ。
その後犬丸とハイジそっくりに創られた死刻虫タイプIIIの襲撃に遭う。
第54話 蠱毒計画（後編）
犬丸と死刻虫タイプIIIとの戦闘。トオルの体から一樹の血の影響で進化した天之麻迦古弓が現れる。
第55話 尸陀林を統べる者
若菜は修行をしに行くと言い、Zippyメンバーと甲斐はトオルの実家へ。
若菜と甲斐は修行を開始。
第56話 闇を飼い馴らす者
若菜と甲斐は一葉、二葉、早瀬明彦に襲われ、一樹は封印を解かれ、琴琥は戒狷にプロポーズ。
一葉、二葉、早瀬明彦を振り切った後、若菜はスキルアップし、クロウちゃんは竜に進化した。
第57話 きみとぼく
若菜と桐子は全退連の臨時総会に出席、ハイジが犬丸に呼ばれたため、残ったメンバーはハイジの後を追う。
ハイジは犬丸を攻撃するが、もう一人の犬丸が登場し、ハイジを呼び出した犬丸は死刻虫タイプIVと判明する。
第58話 死者たちの胎動
全国一斉対蠱毒計画作戦開始。その中Zippyに宗教絡みのことで相談に乗って欲しい人が来た。
しかし、一樹の力で依頼人は死刻虫タイプIと判明。その後、すべての死刻虫タイプIは庵原探偵事務所を一斉襲撃。
死刻虫タイプIは一樹に美紗緒は御神体であることを告げた後、クロウちゃんに食べられる。

### 第11巻
第59話 限界破裂
立川流復活のため美紗緒の頭蓋骨が御神体に使われることを知った一樹は自傷に走る。
追い詰められた一樹はトオルに助けを求める。
第60話 行ってきます
犬丸にフォックステイル本部の入口を教えられる。一樹は両親の墓地に行くことを決心し、篠原和夫の霊を浄霊。
第61話 満願成就の時
フォックステイル本部へ突入。ディーから柊寛のことを教えられる。
ディーは悪魔へ魂を渡す時、置き土産（最後の嫌がらせ）として死刻虫タイプII、死刻虫タイプIII、死刻虫タイプIVを大量配置。
第62話 虚飾の果て
ピエールとクロードは死刻虫を一掃し、甲斐と恭一郎は緑川夫人と対決。
緑川夫人は暴走した甲斐と恭一郎に敗れる。
第63話 御玉振り
柊との最終決戦。柊は自分の血から分裂し、Zippyメンバーを惑わせたが、一樹の「成仏パンチ エクススラ」で本物が判明。
その時一樹の力で死返玉から生玉に変化し、柊を人間に戻す。柊はトオルとハイジによって倒された。
最終話 ラストシーンから始めよう
御神体となった美紗緒が現れ、一樹達を襲う。トオルが一樹をかばった後に一樹から和夫が、ハイジからハイジの父が現れ、八握剣が進化。御神体から美紗緒の霊を引き離し、一樹が地蔵和讃を歌い、すべてを浄化した。